# Безыгольный инъектор

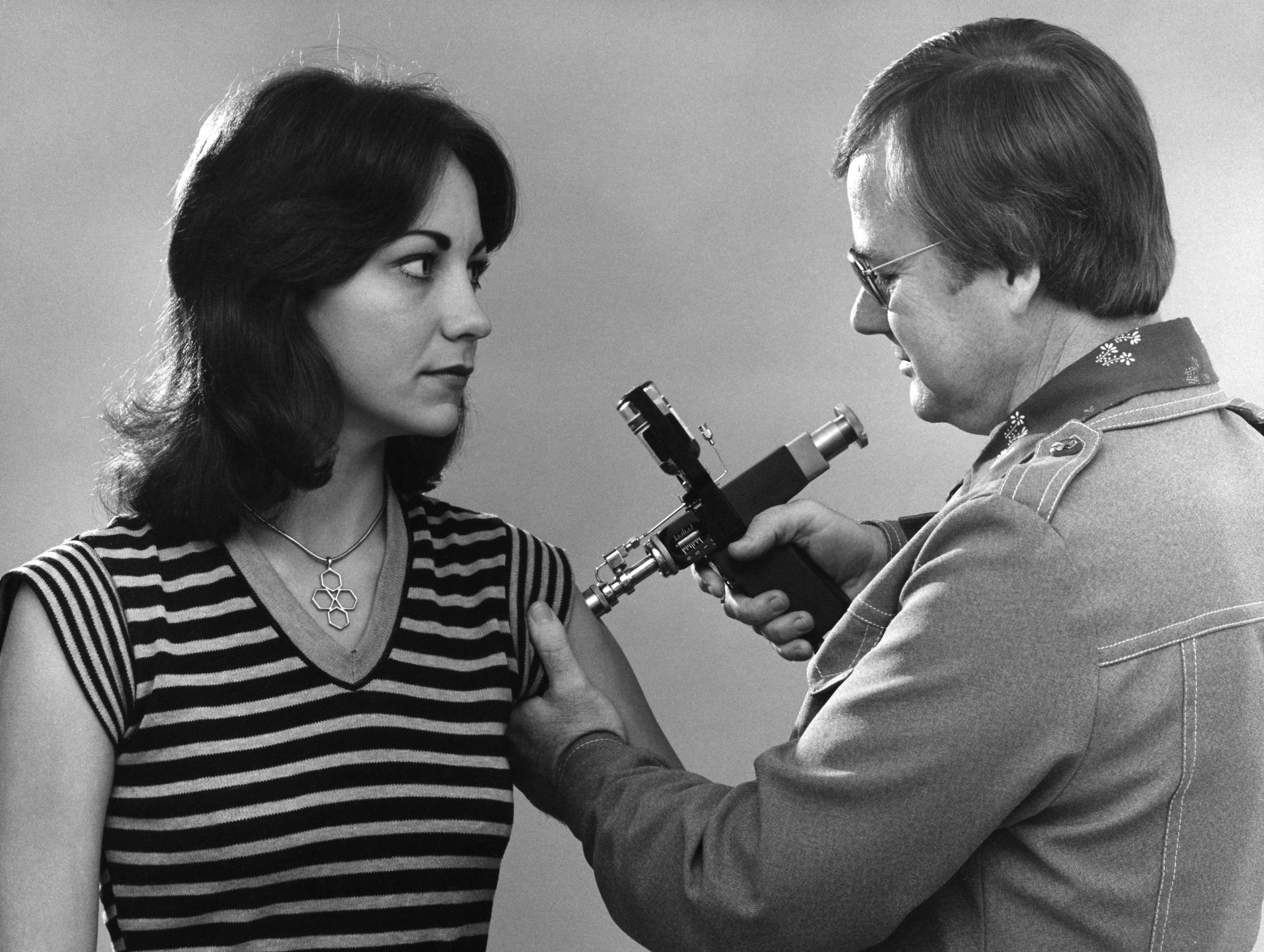

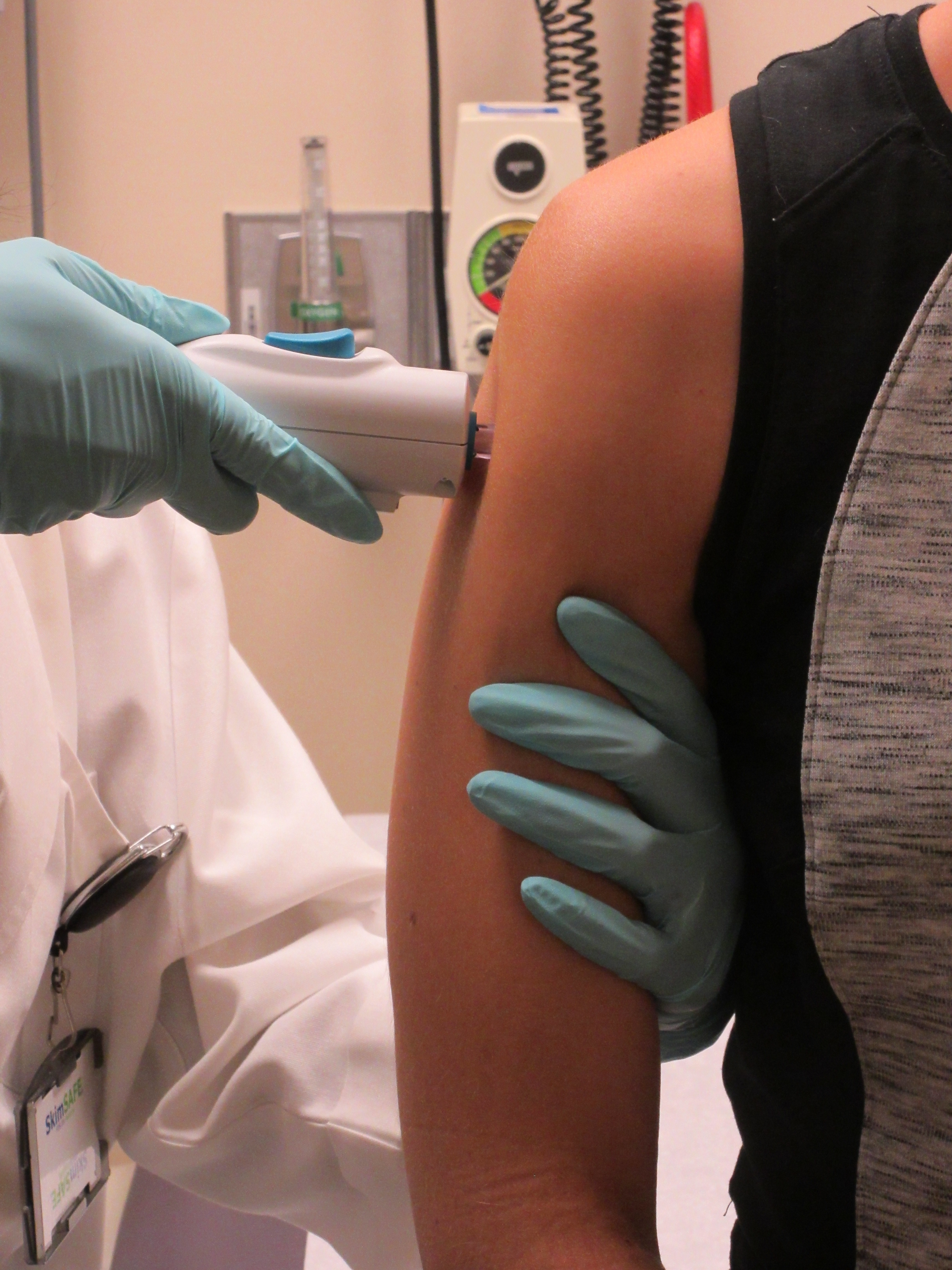
Введение препарата при помощи безыгольного инъектора

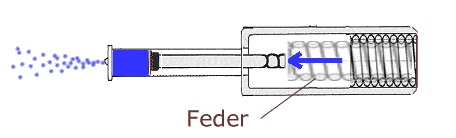
Схема действия безыгольного инъектора. Под действием пружины поршень под большим давлением через сопло выпрыскивает тонкую струю, проникающую через кожные покровы. Дозировка и глубина регулируются

Безыгольный инъектор (Безыгольный шприц) — медицинское и ветеринарное устройство для инъекции лекарств и вакцин с помощью шприцев, не требующих использования игл. Принцип работы этого шприца заключается в выбрасывании очень тонкой струи жидкости с огромной скоростью через наконечник шприца, наносимого непосредственно на кожу, благодаря чему лекарство проникает в ткани без необходимости прокола.
В шприцах этого типа для перемещения поршня с высокой скоростью используется давление углекислого газа, выпущенного из специального контейнера, или освобождение предварительно натянутой пружины. В результате извергающаяся струя жидкости достигает скорости около ~ 222 м/c.
Шприц имеет отверстие диаметром несколько микрометров (в зависимости от размера частиц препарата), которое легким нажатием наносится на кожу, а затем активируется спусковая кнопка. При такой высокой скорости поршня препарат «выдавливается» через кожу за доли секунды, что практически безболезненно.
Технология безыгольного шприца имеет серьёзные ограничения:
- таким способом нельзя вводить большие объёмы лекарств (барьер в настоящее время составляет 1 мл)
- лекарства, вводимые таким образом, должны быть приготовлены в специальных дозаторах.

Несомненными преимуществами являются уменьшение боли при инъекции и отсутствие использованных игл, которые являются потенциально заражёнными, классифицируются как медотходы и требуют специальной процедуры утилизации.
Вышеперечисленные ограничения и преимущества делают систему пригодной для использования, когда необходимо:
- инъекция небольшого объёма лекарства (например, гормона)
- безболезненное введение лекарств (например, вакцин у детей)
- частые инъекции (например, введение инсулина при диабете).